# Old Louisiana
Old Louisiana är en amerikansk westernfilm från 1937 i regi av Irvin Willat. I huvudrollerna ses Tom Keene och Rita Hayworth.

## Handling
Filmen utspelar sig år 1803, då Louisianaköpet är nära förestående. Pälshandlaren Luke E. Gilmore smugglar in vapen i St. Louis så att hans män kan göra honom till guvernör i det nya Louisiana-territoriet. Men John Colfax kommer emellan, själv förälskar han sig i den spanske guvernörens vackra dotter.

## Rollista i urval
- Tom Keene - John Colfax
- Rita Hayworth - Angela Gonzales, guvernörens dotter (som Rita Cansino)
- Robert Fiske - Luke E. Gilmore
- Ray Bennett - Flint
- Budd Buster - Kentuck
- Allan Cavan - president Thomas Jefferson
- Will Morgan - Steve
- Carlos De Valdez - guvernör Conzales
- Ramsay Hill - James Madison
- Wally Albright - Davey